# Shulchan Aruch HaRav

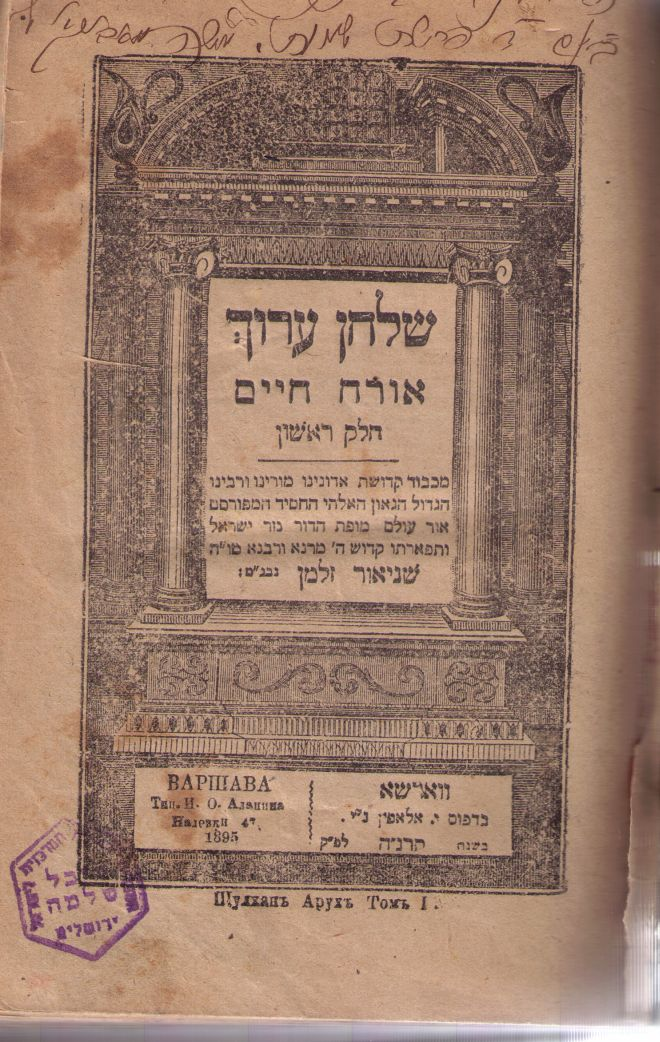
Edizione del Shulchan Aruch HaRav del 1895

Shulchan Aruch HaRav (ebraico:שולחן ערוך הרב codice dell'Halakha - Legge ebraica - del Rabbi"; anche Shulkhan Arukh HaRav) è una codificazione dell'Halakha scritta da Rabbi Shneur Zalman di Liadi, conosciuto nel suo tempo con l'appellativo di HaRav ("Il Rabbi") e dopo come l'Alter Rebbe (Vecchio Rebbe).
In giovane età a Rabbi Shneur Zalman fu chiesto dal suo insegnante, Rabbi Dovber di Mezeritch, di ricodificare lo Shulchan Aruch di Rabbi Yosef Karo - che incorporava i relativi commentari ed i successivi responsa - in modo che i laici fossero in grado di studiare l'Halakha. L'opera quindi riporta l'Halakha decisa, come anche i rispettivi ragionamenti che le sottostanno.
Lo Shulchan Aruch HaRav è oggi usato dai chassidim come base per la pratica religiosa quotidiana. L'opera è considerata autorevole in tutto l'ebraismo e relative citazioni si trovano anche in stimate fonti non chassidiche, come la Mishnah Berurah ed il Ben Ish Chai. Shulchan Aruch HaRav è inoltre uno dei tre libri su cui Shlomo Ganzfried basò le sue decisioni nello Kitzur Shulchan Aruch dell'Halakha.
Sebbene largamente accettata, l'opera all'inizio ebbe una stampa limitata. Molta parte del testo fu persa durante un incendio a Lyubavichi e solo sezioni di alcune copie rimasero intatte. La casa editrice Kehot Publication Society (2002) ha recentemente pubblicato un'edizione bilingue; in tale volume appaiono annotazioni che sottolineano quando le decisioni di Rabbi Shneur Zalman di Liadi variano da quelle emesse da Yosef Karo nel suo Shulchan Aruch.